# Пиетро Дзиани
Пиетро Дзиани (на италиански: Pietro Ziani) (1170–1229) е четиридесети и втори дож на Република Венеция от 1205 до 1229 г.
Пиетро Дзиани е син на дожа Себастиано Дзиани от много богатата фамилия Дзиани. Самият той има завидна политическа кариера, той е дипломат и съветник с голям опит, военачалник и въобще достоен наследник на предишния дож Енрико Дандоло. Дандоло умира в Константинопол през май 1205 г., но новината за това пристига във Венеция чак през август и тогава Дзиани поема поста.
През февруари 1229 г. той абдикира, оттегля се в манастира Сан Джорджо Маджоре, където умира на 13 март следващата година.

## Семейство
Пиетро Дзиани има два брака. Първият е с графиня Мария Баседжо (1180-1209), дъщеря на прокуратора на Сан Марко. От този брак се ражда синът му Джорджо, който за нещастие още като дете е разкъсан от кучето пазач на манастира Сан Джорджо Маджоре и в гнева си Дзиани нарежда манастирът заедно с всичките му животни да бъде изгорен. Впоследствие обзет от разкаяние, той се заема с възстановяването на обителта.
Вторият брак на Дзиани е с Констанца д`Отвил, дъщеря на сицилианския крал Танкред. От нея дожът има син Марко и две дъщери Маркезита и Мария.